# العلاقات اليونانية الكيريباتية
العلاقات اليونانية الكيريباتية هي العلاقات الثنائية التي تجمع بين اليونان وكيريباتي.

## مقارنة بين البلدين
هذه مقارنة عامة ومرجعية للدولتين:
| وجه المقارنة                                              | اليونان                                                                             | كيريباتي                        |
| --------------------------------------------------------- | ----------------------------------------------------------------------------------- | ------------------------------- |
| المساحة (كم2)                                             | 131.96 ألف                                                                          | 811                             |
| عدد السكان (نسمة)                                         | 10.76 مليون                                                                         | 116.40 ألف                      |
| الكثافة السكانية (ن./كم²)                                 | 81.54                                                                               | 14.35 ألف                       |
| العاصمة                                                   | أثينا، نافبليو                                                                      | جنوب تاراوا                     |
| اللغة الرسمية                                             | لغة يونانية، Demotic Greek ‏                                                         | لغة إنجليزية، اللغة الكيريباتية |
| العملة                                                    | يورو، دراخما، Phoenix (currency) ‏                                                   | دولار كريباتي، دولار أسترالي    |
| الناتج المحلي الإجمالي (بليون دولار)                      | 200.29 مليار                                                                        | 196.15 مليون                    |
| الناتج المحلي الإجمالي (تعادل القوة الشرائية) بليون دولار | 285.45 مليار                                                                        | 224.26 مليون                    |
| الناتج المحلي الإجمالي الاسمي للفرد دولار أمريكي          | 18.00 ألف                                                                           | 1.42 ألف                        |
| الناتج المحلي الإجمالي للفرد دولار أمريكي                 | 26.85 ألف                                                                           | 1.81 ألف                        |
| مؤشر التنمية البشرية                                      | 0.865                                                                               | 0.590                           |
| رمز المكالمات الدولي                                      | +30                                                                                 | +686                            |
| رمز الإنترنت                                              | .gr                                                                                 | .ki                             |
| المنطقة الزمنية                                           | توقيت شرق أوروبا، ت ع م+02:00، ت ع م+03:00، توقيت شرق أوروبا الصيفي ‏، أوروبا/أثينا ‏ |                                 |

## منظمات دولية مشتركة
يشترك البلدان في عضوية مجموعة من المنظمات الدولية، منها:
| علم المنظمة | اسم المنظمة                   | تاريخ انضمام اليونان | تاريخ انضمام كيريباتي |
| ----------- | ----------------------------- | -------------------- | --------------------- |
|             | منظمة حظر الأسلحة الكيميائية  | ?                    | ?                     |
|             | الأمم المتحدة                 | 25 أكتوبر 1945       | 14 سبتمبر 1999        |
|             | مؤسسة التمويل الدولية         | 26 سبتمبر 1957       | 2 أكتوبر 1986         |
|             | يونسكو                        | 4 نوفمبر 1946        | 24 أكتوبر 1989        |
|             | مؤسسة التنمية الدولية         | 9 يناير 1962         | 2 أكتوبر 1986         |
|             | البنك الدولي للإنشاء والتعمير | 27 ديسمبر 1945       | 29 سبتمبر 1986        |
|             | الاتحاد البريدي العالمي       | ?                    | ?                     |
|             | الاتحاد الدولي للاتصالات      | 1866                 | 3 نوفمبر 1986         |

## وصلات خارجية
- موقع وزارة الخارجية اليونانية